# David Mead (musicien)
Pour les articles homonymes, voir David Mead et Mead.
David Mead est un auteur-compositeur-interprète américain né en 1973.

## Discographie
- 1999 : The Luxury of Time
- 2001 : Mine and Yours
- 2004 : Indiana
- 2005 : Wherever You Are
- 2006 : Tangerine
- 2008 : Almost and Always
- 2011 : Dudes
- 2019 : Cobra Pumps